# هرموژنس (نظامی بیزانسی)
هرموژنس ( یونانی: Ἑρμογένης   ، مرگ ۵۳۵/۵۳۶ پس از میلاد) یکی از مقامات روم شرقی ( بیزانسی ) بود که به عنوان مجیستر آفیسیوروم ، فرمانده نظامی و فرستاده دیپلماتیک در طول جنگ ایبری علیه ایران ساسانی در اوایل سلطنت امپراتور ژوستینین یکم (ح. ۵۲۷-۵۶۵) خدمت کرد.

## زندگینامه
هرموژنس احتمالاً اهل سکایی صغیر ( دوبروجای کنونی ) بوده است، همانطور که در تواریخ بیزانس به او «سکایی» می‌گویند. در دهه ۵۱۰، او به عنوان ارزیاب (دستیار حقوقی رئیس) ژنرال ویتالیان ، که در سال های ۵۱۳–۵۱۵ سلسله شورش‌هایی را علیه امپراتور آناستاسیوس اول (ح. ۴۹۱-۵۱۸) رهبری کرد، خدمت کرد. 

نقشه منطقه مرزی بیزانس و ایران.

در ماه مه ۵۲۹، او به سمت مقام عالی مقام ، رئیس دبیرخانه امپراتوری رسید. در آوریل ۵۲۹، او به عنوان فرستاده ای همراه با هدایای فراوان نزد شاه ایرانی قباد یکم (حک: ۴۸۸–۵۳۱) فرستاده شد تا رسماً به سلطنت رسیدن ژوستینین به تخت بیزانس اعلام کند و در جنگ جاری پیشنهاد صلح دهد. او در ماه ژوئیه به قباد رسید و با پاسخ خود برای یک آتش بس یک ساله بازگشت.   در پاسخ، امپراتور ژوستینین او را به همراه روفینوس که در گذشته سفارت های مکرر را به دربار ایران هدایت می کرد، دوباره به عنوان فرستاده فرستاد. آن دو در مارس ۵۳۰ به انطاکیه رسیدند و سپس به سمت هیراپولیس حرکت کردند و از آنجا اخطاریه ورود خود را به کاواد فرستادند و انتظار داشتند مذاکرات از سر گرفته شود. با این حال، کاواد ارتش هجومی آماده کرده بود و ملاقات با آنها را به تعویق انداخت. در حالی که روفینوس در هیراپولیس باقی ماند، هرموژنس به ارتش بیزانس به فرماندهی بلیساریوس ملحق شد، که به تازگی به مقام مجیستر میلیتوم در قلعه دارا در مرز ایران ارتقا یافته بود.  